# Mengersreuth (Weidenberg)
Mengersreuth ist ein Gemeindeteil des Markts Weidenberg im Landkreis Bayreuth (Oberfranken, Bayern). Die Gemarkung Mengersreuth hat eine Fläche von 3,917 km². Sie ist in 585 Flurstücke aufgeteilt, die eine durchschnittliche Fläche von 6695,79 m² haben. In ihr liegen neben dem namensgebenden Ort die Gemeindeteile Kattersreuth, Kolmreuth, Mittlernhammer, Rügersberg und Wildenreuth.

## Geographie
Das Dorf liegt an der Staatsstraße 2181, die nach Weidenberg (1,3 km westlich) bzw. nach Mittlernhammer verläuft (0,5 km östlich). Eine Gemeindeverbindungsstraße führt nach Rügersberg (1,3 km nördlich). Unmittelbar nördlich steigt das Gelände zum Hauptmassiv des Fichtelgebirges an.

## Geschichte
Der Ort wurde 1283 erstmals urkundlich erwähnt. Die Herren von Mengersreuth hatten dort ihren Stammsitz.
Mengersreuth bildete eine Realgemeinde mit Kolmreuth und Mittlernhammer. Gegen Ende des 18. Jahrhunderts gab es in Mengersreuth 18 Anwesen. Die Hochgerichtsbarkeit stand dem bayreuthischen Stadtvogteiamt Bayreuth zu. Die Dorf- und Gemeindeherrschaft hatte das Amt Weidenberg. Grundherren waren das Amt Weidenberg (1 Halbhof, 3 Söldengüter, 5 Güter, 1 Gütlein, 1 Söldengütlein, 2 geringe Gütlein, 1 geringes Söldengütlein mit Schmiedfeuerrecht, 1 Tropfhaus mit Schmiede, 1 Tropfhaus, 1 Häuslein) und die Pfarrei Weidenberg (1 Gut).
Von 1797 bis 1810 unterstand der Ort dem Justiz- und Kammeramt Neustadt am Kulm. Nachdem im Jahr 1810 das Königreich Bayern das Fürstentum Bayreuth käuflich erworben hatte, wurde Mengersreuth bayerisch. Infolge des Gemeindeedikts wurde 1812 der Steuerdistrikt Mengersreuth gebildet. Neben dem Hauptort gehörten zu diesem Altenreuth, Fischbach, Kattersreuth, Kolmreuth, Mittlernhammer, Rügersberg, Sandhof, Sophienthal, Waizenreuth und Wildenreuth. Zugleich entstand die Ruralgemeinde Mengersreuth, zu der Kolmreuth und Mittlernhammer gehörten. Sie war in Verwaltung und Gerichtsbarkeit dem Landgericht Weidenberg zugeordnet und in der Finanzverwaltung dem Rentamt Bayreuth (1919 in Finanzamt Bayreuth umbenannt). Mit dem Gemeindeedikt von 1818 wurde die Gemeinde Rügersberg mit Kattersreuth und Wildenreuth eingegliedert. Ab 1862 gehörte Mengersreuth zum Bezirksamt Bayreuth (1939 in Landkreis Bayreuth umbenannt). Die Gerichtsbarkeit blieb beim Landgericht Weidenberg (1879 in Amtsgericht Weidenberg umgewandelt), seit 1931 ist das Amtsgericht Bayreuth zuständig. Die Gemeinde hatte 1964 eine Gebietsfläche von 3,905 km². Im Zuge der Gebietsreform in Bayern wurde die Gemeinde Mengersreuth am 1. Juli 1972 nach Weidenberg eingemeindet.

### Ehemaliges Baudenkmal
- Haus Nr. 17: Ehemaliges Schloss, wohl 16. Jahrhundert. Schlichter zweigeschossiger Rechteckbau mit verputztem Brockenmauerwerk (ursprünglich dreigeschossig und von Wassergraben umringt). Südlich vier Obergeschossfenster; sämtliche Fenstergewände mit breiter Fase. Östlich zugesetzte spitzbogige Türe. Südeingang in geohrter Profilrahmung (18. Jahrhundert). Innen unmittelbar neben dem Eingang steinerne Wendeltreppe.[14]

### Einwohnerentwicklung
Gemeinde Mengersreuth
| Jahr      | 1818  | 1840   | 1852   | 1855   | 1861   | 1867   | 1871   | 1875   | 1880   | 1885   | 1890   | 1895   | 1900   | 1905   | 1910   | 1919   | 1925   | 1933   | 1939   | 1946   | 1950   | 1952   | 1961   | 1970   |
| Einwohner | 251   | 276    | 292    | 292    | 320    | 321    | 305    | 300    | 314    | 313    | 281    | 273    | 238    | 223    | 226    | 221    | 206    | 215    | 206    | 266    | 297    | 299    | 274    | 250    |
| Häuser    | 38    |        |        |        |        |        | 38     |        |        | 38     | 38     |        | 40     |        |        |        | 38     |        |        |        | 44     |        | 51     |        |
| Quelle    | [ 9 ] | [ 16 ] | [ 16 ] | [ 16 ] | [ 17 ] | [ 18 ] | [ 19 ] | [ 20 ] | [ 21 ] | [ 22 ] | [ 23 ] | [ 16 ] | [ 24 ] | [ 16 ] | [ 25 ] | [ 16 ] | [ 26 ] | [ 16 ] | [ 16 ] | [ 16 ] | [ 27 ] | [ 16 ] | [ 11 ] | [ 28 ] |

Ort Mengersreuth
| Jahr      | 001818 | 001861 | 001871 | 001885 | 001900 | 001925 | 001950 | 001961 | 001970 | 001987 | 002020 |
| Einwohner | *153   | 159    | 149    | 153    | 108    | 100    | 136    | 120    | 104    | 80     | †236   |
| Häuser    | *23    |        |        | 17     | 18     | 17     | 19     | 23     |        | 23     |        |
| Quelle    | [ 9 ]  | [ 17 ] | [ 19 ] | [ 22 ] | [ 24 ] | [ 26 ] | [ 27 ] | [ 11 ] | [ 28 ] | [ 1 ]  | [ 6 ]  |

## Religion
Mengersreuth ist seit der Reformation evangelisch-lutherisch geprägt und nach St. Michael (Weidenberg) gepfarrt.